# 불가리아 (요구르트)
불가리아에서는 유산균의 관리 및 독점권을 가지고 있는 국영 기업 LB 불가리쿰(불가리아어: Ел Би Булгарикум, LB Bulgaricum)에서 외국의 한 업체와 수출 계약을 하고 유산균을 공급한다. LB 불가리쿰과 계약을 한 업체는 공급받은 유산균으로 제조한 상품에 대해 불가리아라는 상표를 사용할 수 있다.
LB 불가리쿰에서 공급하는 유산균은 불가리커스와 서모필러스로, 이 두 가지의 유산균을 이용하기 위해서는 LB 불가리쿰과 계약을 하고 라이선스를 따 내야 한다. 또한, 한 국가에 한 업체만 계약을 할 수 있다.
대한민국에서는 매일유업이 라이선스를 따 내어 ‘도마슈노’(불가리아어: Домашно)라는 제품을 생산·판매했다.

## 세계의 불가리아 브랜드
| 국가     | 업체     | 브랜드          | 비고 |
| -------- | -------- | --------------- | ---- |
| 대한민국 | 매일유업 | 도마슈노        |      |
| 일본     | 메이지   | 메이지 불가리아 |      |